# 克科文 (明尼蘇達州)
克科文（英語：Kerkhoven，/ˈkɜːrkhoʊvən/ KURK-hoh-vən）是一個位於美國明尼蘇達州斯威夫特縣的城市。

## 歷史
克科文於1870年成立，1881年升格為城市，得名自一名鐵路公司推廣人。克科文的郵局自1871年營運至今。

## 人口
根據2020年美國人口普查的數據，克科文的面積為2.16平方千米，皆為陸地。當地共有人口805人，而人口密度為每平方千米373人。